# Schloßberg 23 (Quedlinburg)

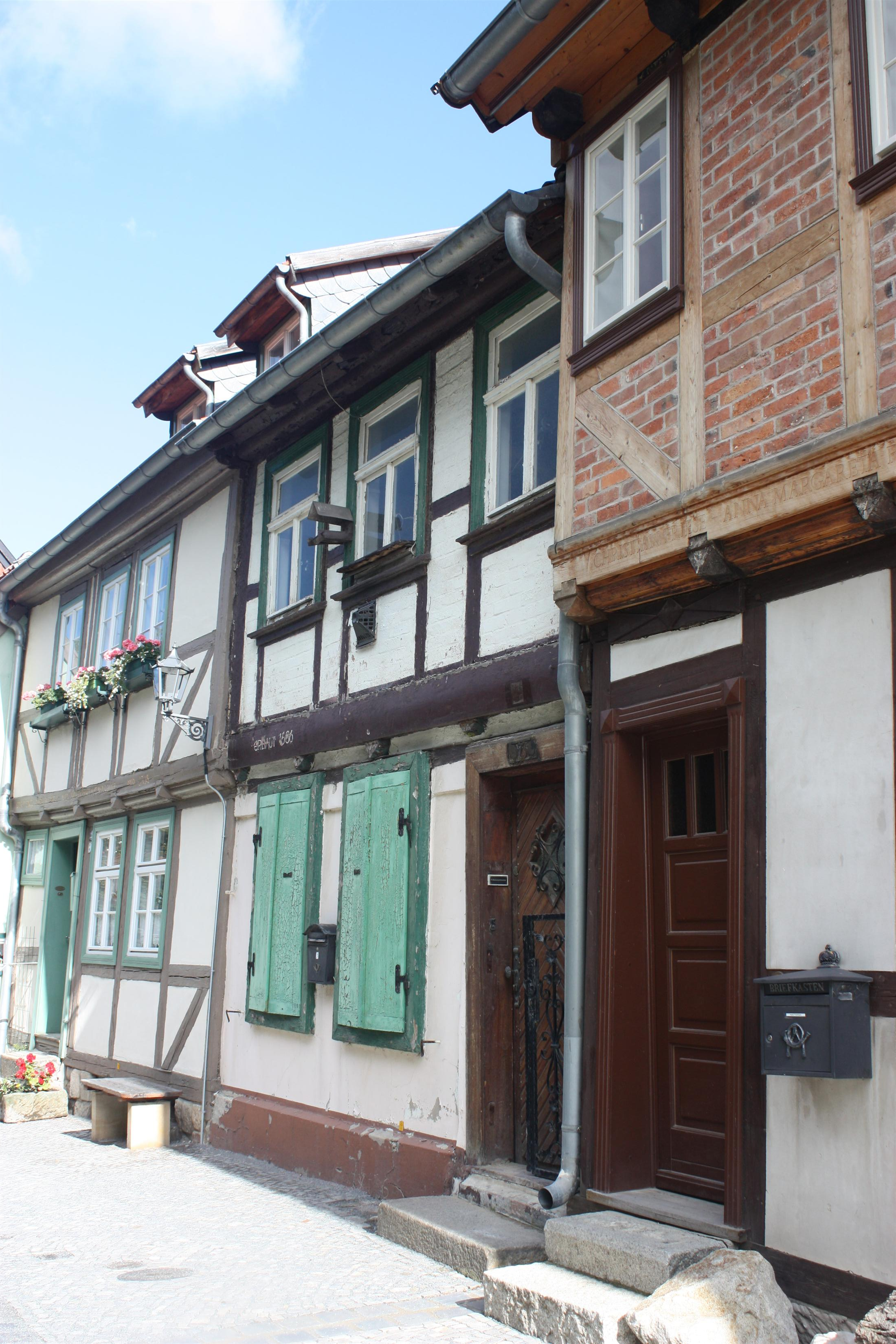
Haus Schloßberg 23

Das Haus Schloßberg 23  ist ein denkmalgeschütztes Gebäude in der Stadt Quedlinburg in Sachsen-Anhalt.

## Lage
Es befindet sich am Schlossberg, südlich der Quedlinburger Altstadt im Stadtteil Westendorf und gehört zum UNESCO-Weltkulturerbe. Unmittelbar westlich grenzt das gleichfalls denkmalgeschützte Haus Schloßberg 22, östlich das Haus Schloßberg 24 an. Im Quedlinburger Denkmalverzeichnis ist das Gebäude als Wohnhaus eingetragen.

## Architektur und Geschichte
Das kleine zweigeschossige Fachwerkhaus entstand nach einer Bauinschrift vermutlich im Jahr 1686. In der Zeit um 1860 erfolgte ein weitreichender Umbau des Gebäudes. Die Abmessungen des Hauses entsprechen dem des später entstandenen westlichen Nachbarhauses Schloßberg 22.